# Einar
Einar (auch Ejnar) ist ein skandinavischer männlicher Vorname.

## Herkunft und Bedeutung
Der Name stammt aus dem Isländischen, er geht zurück auf altisländisch Einarr < *Aina-harjaz (‚allein‘ + ‚Kämpfer‘).
Der Name Einar gehörte 2012 zu den sechs beliebtesten isländischen männlichen Vornamen.

## Namensträger
Einar
- Einar Örn Benediktsson (* 1962), isländischer Musiker
- Einar Billing (1871–1939), schwedischer Theologe
- Einar Enevoldson (1932–2021), norwegischer Segelflugpilot
- Einar Englund (1916–1999), finnischer Komponist und Pianist
- Einar Førde (1943–2004), norwegischer Politiker
- Einar Gerhardsen (1897–1987), norwegischer Politiker
- Einar Már Guðmundsson (* 1954), isländischer Schriftsteller
- Einar Gunnarsson (* 1966), isländischer Diplomat
- Einar Haugen (1906–1994), US-amerikanischer Sprachwissenschaftler
- Einar Heimisson (1966–1998), isländischer Schriftsteller
- Einar Holbøll (1865–1927), dänischer Postmeister und Erfinder der Weihnachtsbriefmarke
- Einar Hólmgeirsson (* 1982), isländischer Handballspieler
- Einar Iversen (1930–2019), norwegischer Jazzpianist
- Einar Jónsson (1874–1954), isländischer Bildhauer
- Einar Kárason (* 1955), isländischer Schriftsteller
- Einar Karlsson (1908–1980), schwedischer Ringer
- Einar Karlsson (1909–1967), schwedischer Fußballspieler
- Einar Hjörleifsson Kvaran (1859–1938), isländischer Schriftsteller
- Einar Löfstedt (1880–1955), schwedischer Klassischer Philologe
- Einar Østby (1935–2022), norwegischer Skilangläufer
- Einar Schleef (1944–2001), deutscher Schriftsteller und Regisseur
- Einar von Schuler (1930–1990), deutscher Altorientalist
- Einar Selvik (* 1979), norwegischer Musiker und Songschreiber
- Einar Snitt (1905–1973), schwedischer Fußballnationalstürmer 1926–1936
- Einar Thorsteinn (1942–2015), isländischer Architekt, Theoretiker und Forscher über geometrische Strukturen
- Einar Utzon-Frank (1888–1955), dänischer Maler, Bildhauer und Kunst-Professor
- Einar Fróvin Waag (1894–1989), färöischer Politiker und Brauer

Zwischenname
- Jan Einar Aas (* 1955), norwegischer Fußballspieler
- Ole Einar Bjørndalen (* 1974), norwegischer Biathlet
- Bjørn Einar Romøren (* 1981), norwegischer Skispringer
- Jan Einar Thorsen (* 1966), norwegischer Skirennläufer

Ejnar
- Ejnar Dyggve (1887–1961), dänischer Architekt, Klassischer und Christlicher Archäologe und Architekturhistoriker
- Ejnar Eklöf (1886–1954), schwedischer Organist, Komponist und Gesangslehrer
- Ejnar Forchhammer (1868–1928), dänischer Opernsänger (Heldentenor)
- Ejnar Gross (1895–1962), dänischer Maler
- Ejnar Hertzsprung (1873–1967), dänischer Astronom
- Ejnar Krantz (1915–2007), US-amerikanischer Komponist, Pianist, Organist und Musikpädagoge
- Ejnar Mikkelsen (1880–1971), dänischer Polarforscher und Autor
- Ejnar Olsson (1886–1983), schwedischer Skispringer, Nordischer Kombinierer und Fußballspieler

### Künstlername
- Einar (* 1993), italienischer Popsänger
- Einár (2002–2021), schwedischer Rapper

### Fiktive Personen
- Einar Suðringur (auch Einar von den Südinseln), Figur in der Färingersaga
- Einar Brane alias Einar Lindeberg ist eine Figur aus dem ersten Kalle-Blomquist-Roman von Astrid Lindgren. Er ist Eva-Lotta Lisanders Onkel zweiten Grades (ein Cousin ihrer Mutter) und ein Juwelendieb, der seine Komplizen übers Ohr gehauen hat und in Kleinköping bei Eva-Lottas Eltern unterzutauchen versucht.